# TOI 700 d
A TOI 700 d egy valószínűleg sziklás exobolygó, ami a TOI 700 nevű vörös törpe körül kering a Földtől 101,4 fényévre az Aranyhal csillagképben. Ez az első Föld méretű, és a lakható övezetben lévő bolygó, amelyet a Transiting Exoplanet Survey Satellite fedezett fel.

## Fizikai jellemzők

### Tömeg, sugár és hőmérséklet
A TOI 700 d mérete, tömege és sugara nagyjából megegyezik a Földével. Tömegére és a sugarára csak becsült értékek vannak.

### Csillaga
A TOI 700 egy M típusú vörös törpe. Tömege a Nap tömegének 40%-a, sugara a Nap 40%-a, a Nap hőmérsékletének az 50%-a. A csillag fényes, aktivitása alacsony. Ezt az alacsony forgási sebessége is jelzi.

### Pályája

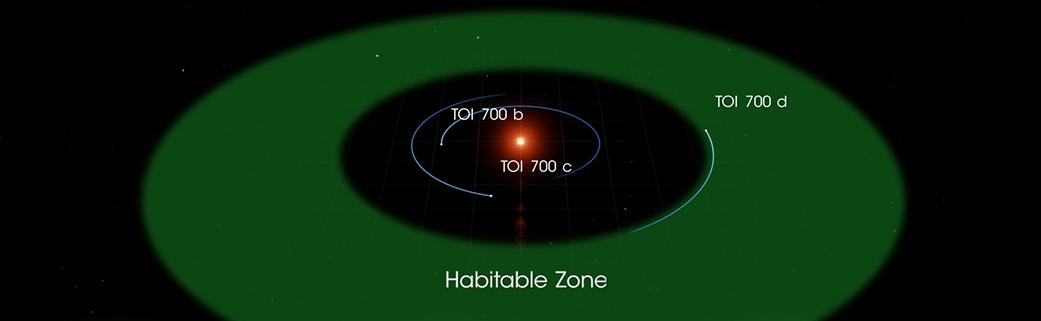
A TOI 700 d pályája a csillaga körül. A lakható övezet zölddel van jelölve

A TOI 700 d 37,4260 nap alatt kerüli meg csillagát.

## Fordítás
- Ez a szócikk részben vagy egészben  a   TOI 700 d című angol Wikipédia-szócikk fordításán alapul.  Az eredeti cikk szerkesztőit annak laptörténete sorolja fel. Ez a jelzés csupán a megfogalmazás eredetét és a szerzői jogokat jelzi, nem szolgál a cikkben szereplő információk forrásmegjelöléseként.  1. ↑  Rodriguez, Joseph E.; Vanderburg, Andrew; Zieba, Sebastian; Kreidberg, Laura; Morley, Caroline V.; Kane, Stephen R.; Spencer, Alton; Quinn, Samuel N.; Eastman, Jason D.; Cloutier, Ryan; Huang, Chelsea X. (3 January 2020). "The First Habitable Zone Earth-Sized Planet From TESS II: Spitzer Confirms TOI-700 d
  2. ↑  Wall, Mike (6 January 2020).